# Solow Building
Solow Building är en skyskrapa vid Central Park på Manhattan i New York, New York och stod klar 1974. Skyskrapan används som en kommersiell kontorsfastighet och har hyresgäster som bland annat huvudkontoren för Apollo Global Management LLC, KKR & Co. L.P. och Highbridge Capital Management, LLC samt kontor för Avis Budget Group, Inc., Chanel S.A., Natixis S.A. och Providence Equity Partners.
Fastigheten är namngiven efter fastighetsmagnaten och miljardären Sheldon Solow. Hans privata konstsamling återfinns på bottenvåningen av skyskrapan, där han har byggt ett privat konstgalleri som är dock helt synligt för allmänheten via fönstertittning.